# San Michele Mondovì
San Michele Mondovì (piemontiul: San Michel) település Olaszországban, Piemont régióban, Cuneo megyében. Lakosainak száma 1803 fő (2023. január 1.). San Michele Mondovì Lesegno, Monasterolo Casotto, Torre Mondovì, Vicoforte, Mombasiglio és Niella Tanaro községekkel határos.

## Népesség
A település lakossága az elmúlt években az alábbi módon változott:
| Lakosok száma | 1957 | 1956 | 1803 |
|               | 2017 | 2018 | 2023 |